# دودوک سومالیایی
دودوک سومالیایی (نام علمی: Cursorius somalensis) نام یک گونه از تیره چلچله‌بیابانیان است.